# Vestralp
Vestralp (lat. Vestralpus) war ein alamannischer Gaukönig der Bucinobanten im 4. Jahrhundert.
Der römische Historiker Ammianus Marcellinus berichtet, dass der Caesar (Unterkaiser) Julian im Jahr 359 bei Mogontiacum (heute Mainz) den Rhein überschritt und mit den Alamannenkönigen Vestralp, Makrian, Hariobaud, Ur, Ursicinus und Vadomar nach Rückgabe aller Gefangenen Friedensverträge abschloss.